# TTL 7451

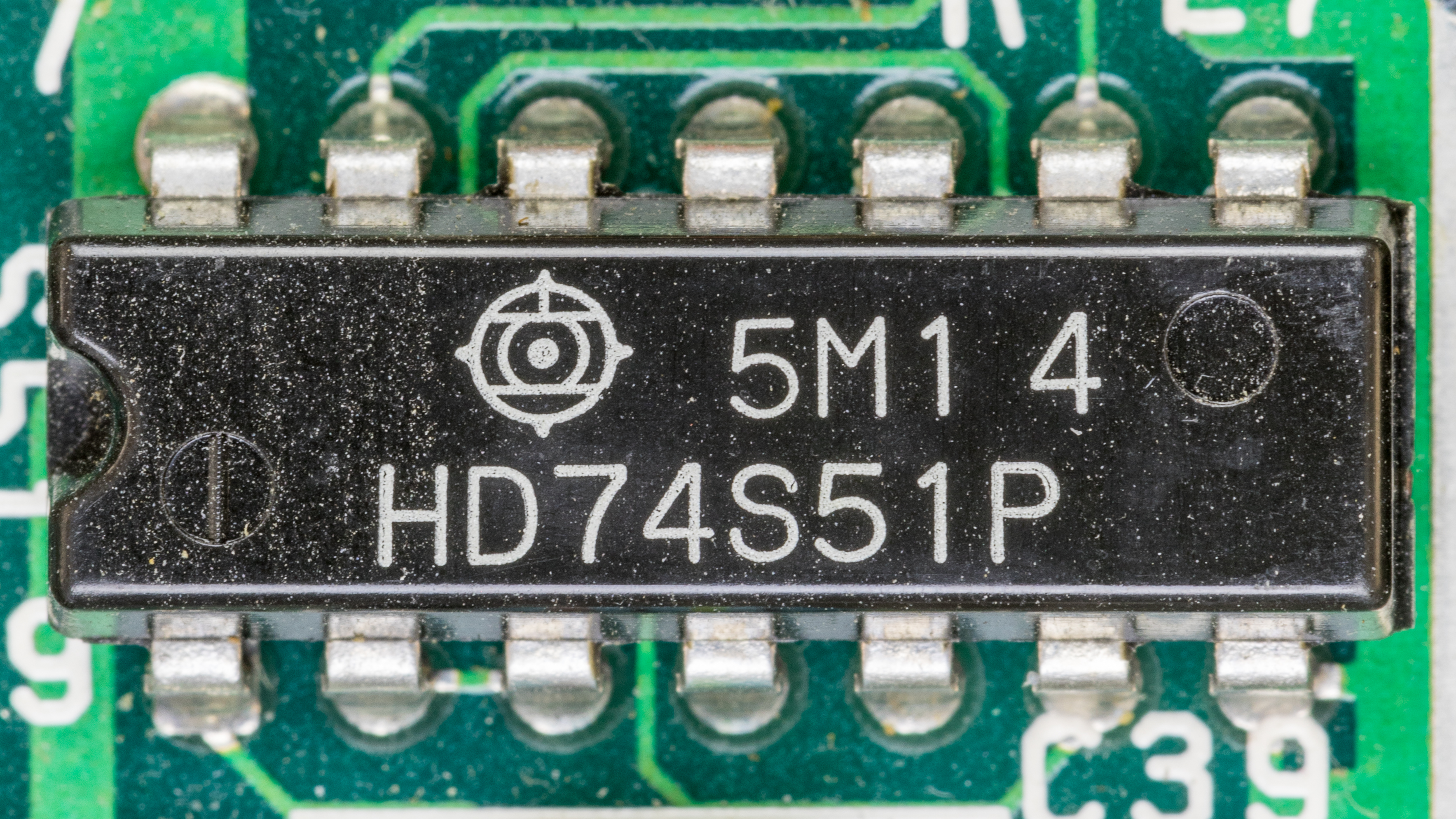
Circuito integrado 7451 (Hitachi HD74S51P)

Diagrama de pinos de um circuito integrado 74LS51

O circuito integrado TTL 7451 é um dispositivo TTL encapsulado em um invólucro DIP de 14 pinos que contém duas portas combinadas AND-NOR, de 2×2 entradas amplas.

## Função lógica
{\displaystyle Y={\overline {AB+CD}}}